# Lluita lliure
|  | Per a altres significats, vegeu «Lluita lliure professional». |

La lluita lliure és un estil de lluita en què es permet d'agafar les cames de l'adversari, fer-li la traveta i utilitzar activament les cames en l'execució d'una acció.
La lluita lliure es va admetre en els Jocs Olímpics en la sessió del COI celebrada a París el 1901. Les primeres proves olímpiques van ser en els Jocs Olímpics d'estiu del 1904 a Saint Louis als Estats Units. El moviment olímpic va decidir afegir aquesta nova disciplina en paral·lel a la ja existent lluita grecoromana. Si la lluita lliure tenia un passat certament menys ric i menys noble que l'anterior, per contra gaudia d'un gran seguiment, en particular a Gran Bretanya i als Estats Units, on era una de les atraccions estrella de les revetlles i fires del segle xix, una forma d'entreteniment professional. Com passa amb la lluita grecoromana, compta des de llavors entre les grans disciplines dels Jocs Olímpics.
La lluita lliure té actualment les següents modalitats:
- La lluita lliure esportiva o lluita lliure olímpica, un esport olímpic de combat sense cops on es tracta de fer caure i immobilitzar l'adversari.
- la lluita lliure professional, també coneguda anteriorment com a Catch as Catch Can o simplement Catch, és una barreja d'esport i espectacle.

## Lluites tradicionals
La Federació Internacional de Lluites Associades (FILA), aprofitant la riquesa i varietat de les lluites autòctones i tradicionals, que generalment no necessiten grans infraestructures per a desenvolupar-se, i observant l'èxit de les varietats realitzades a la platja d'altres esports, ha creat la modalitat de la Lluita platja o Beach Wrestling.
Els estils de lluites autòctons o tradicionals que han arribat fins als nostres dies són:
- Afganistan: Kestik[1]
- Albània: Mundje vençe[2]
- Aràbia Saudita: Istlish taban, Mossara taban, Moulapta
- Armènia: Kokh[3]
- Àustria: Ranggeln (Tirol)[4]
- Azerbaidjan: Gulech[5]
- Bulgària: Burma, Letoussi, Nabast
- Xina: Kio-li, Ou-chou
- Corea del Sud: Ssireum o Ssirum[6]
- Daguestan:Khatkabi
- Espanya: Lluita canària, Lluita lleonesa, Aluche cántabro, Lluita baltu
- Filipines: Bultong, Buno, Dumog, Arias da mene
- Finlàndia: Rintapaîni, Ritpaïni, Viopaîni
- França: E vince (Lluita Corsa),[7] Gouren (Lluita Bretona)[8]
- Geòrgia: Ankoumara, Tchidaoba
- Gran Bretanya: Catch-gold, Lluita de Cornualles (Cornwall),[9] Lluita de Cumberland, Lluita de Devonshire, Lluita de Lancashire (Lancaster), Loosehold, Lluita de Norfolk, Shooting, Lluita de Westmorland.
- Hawaii: Hakoko[10]
- Índia: Azura, Bhimcencce, Djarazandj, Hanoumantée, Nara, Psarani pata
- Inuit (esquimal): Una Tar Taq
- Indonèsia: Pendjak-silette, Gulat
- Iran: Guilan, lliati, Kochti persa, Kordi, Mazendarani
- Islàndia: Glima
- Itàlia: S'Istrumpa (Cerdeña)
- Japó: Judo, Sumo
- Kazakhstan: Koures, Saïs
- Kirguizstan: Koures, Oodarich
- Lituània: Ristines
- Madagascar: Moraingy o Lluita sakavala[11]
- Malàisia: Berslate
- Mèxic: Lluita tarahumara, Chupa porrazo
- Moldàvia: Trinta (Trinte) dreapta, Trinta kunedika
- Mongòlia: Barilda, Boke/Bokh[12]
- Pakistan: Kouchti
- Portugal: Galfava
- Rússia: A la cintura, Né v skhvatkou, Sambo. República Sakha (Yakousk/Siberia): Kourdstan-tustuu, Khapsagai
- Senegal: Béri, Olva, Laamb
- Sèrbia: Rvanje
- Sudan: Toubata, Lluita nuba
- Suècia: Akseltag, Armtag, Belgtag, Beltescast, Biscast, Bondetag, Boukatag, Cragtag, Livtag, Rigcats
- Suïssa: Schwingen[13]
- Tadjikistan: Gouchti de Boukhara, Goutzanguiri
- Tailàndia: Bando
- Togo: Zvaha, Evala
- Tuvá: Khuresh
- Turquia: Kusag-gures, Yagli-gures
- Turkmenistan: Gurech, Khiva
- Uzbekistan: Kurash
- Vietnam: Vat[14]